# احمد سعد الرشیدی
احمد سعد الرشیدی (انگلیسی: Ahmed Saad Al Rashidi؛ زادهٔ ۱۸ ژوئن ۱۹۸۴) بازیکن فوتبال اهل کویت بود.
از باشگاه‌هایی که در آن بازی کرده‌است می‌توان به باشگاه ورزشی النصر کویت، باشگاه ورزشی العربی کویت، باشگاه ورزشی الشباب کویت، و باشگاه ورزشی التضامن کویت اشاره کرد.
وی همچنین در تیم ملی فوتبال کویت بازی کرده‌است.